# Одинокие привидения
«Одинокие привидения» — короткометражный цветной мультфильм 1937 года студии The Walt Disney Company.

## Сюжет
Привидения, как и люди, любят пошутить. От скуки они решают вызвать к себе в «гости» истребителей потусторонних сил и как следует повеселиться над живчиками. Подделав голос, они звонят в контору Микки, Гуфи и Дональда Дака, и те принимают вызов. Оказавшись внутри негостеприимного дома, охотники за привидениями сами станут объектом охоты.

## Роли озвучивали
- Уолт Дисней — Микки Маус
- Кларенс Нэш — Дональд Дак
- Пинто Колвиг — Гуфи
- Билли Блэтчер — маленькое привидение
- Дон Броди, Джек Бергман и Харри Стэнтон — другие привидения

## Награды
- Микки Маус получил звезду на аллее славы в Голливуде.
- В 1932 году Уолт Дисней получил Премию «Оскар» за выдающиеся заслуги в кинематографе — За создание Микки Мауса.

## Отзыв критика
Самый большой успех имели первые короткометражки с трио Микки, Дональдом и Гуфи: «Станция обслуживания Микки», «Пожарная команда Микки», «День переезда», «Чистильщики часов», «Одинокие привидения», «Трейлер Микки». Эти виртуозно сделанные короткометражки представляли героев как единый ансамбль, который попадал в заданную ситуацию, затем рассыпался на серию сольных эпизодов, чтобы к финалу вновь соединиться в единое целое. Чудесные характеры в смешных, фантастических ситуациях.
— Леонард Молтин «О мышах и магии. История американского рисованного фильма»